# Ljusnarsbergs kommun
Ljusnarsbergs kommun är en kommun i Örebro län i landskapet Västmanland. Centralort är Kopparberg. Ljusnarsbergs kommun, som ligger i Bergslagen, är till invånarantalet Örebro läns minsta kommun.

## Administrativ historik
Kommunens område motsvarar Ljusnarsbergs socken där vid kommunreformen 1862 Ljusnarsbergs landskommun bildades. 
I kommunen inrättades 16 december 1887 Nya Kopparbergs municipalsamhälle. 1908 utbröts detta ur landskommunen för att bilda Kopparbergs köping. Vid kommunreformen 1952 lämnades landskommunen oförändrad. 
Landskommunen inkorporerade 1962 Kopparbergs köping och ombildades samtidigt till Ljusnarsbergs köping.
Ljusnarsbergs kommun bildades vid kommunreformen 1971 genom en ombildning av Ljusnarsbergs köping.
Kommunen ingick från bildandet till 14 februari 2005 i Lindesbergs domsaga och ingår sen dess i Örebro domsaga.

## Geografi
I norr gränsar kommunen till Ludvika kommun, i nordöst till Smedjebackens kommun, båda i Dalarna, i söder till Lindesbergs kommun samt i väster till Hällefors kommun.

### Topografi och hydrografi

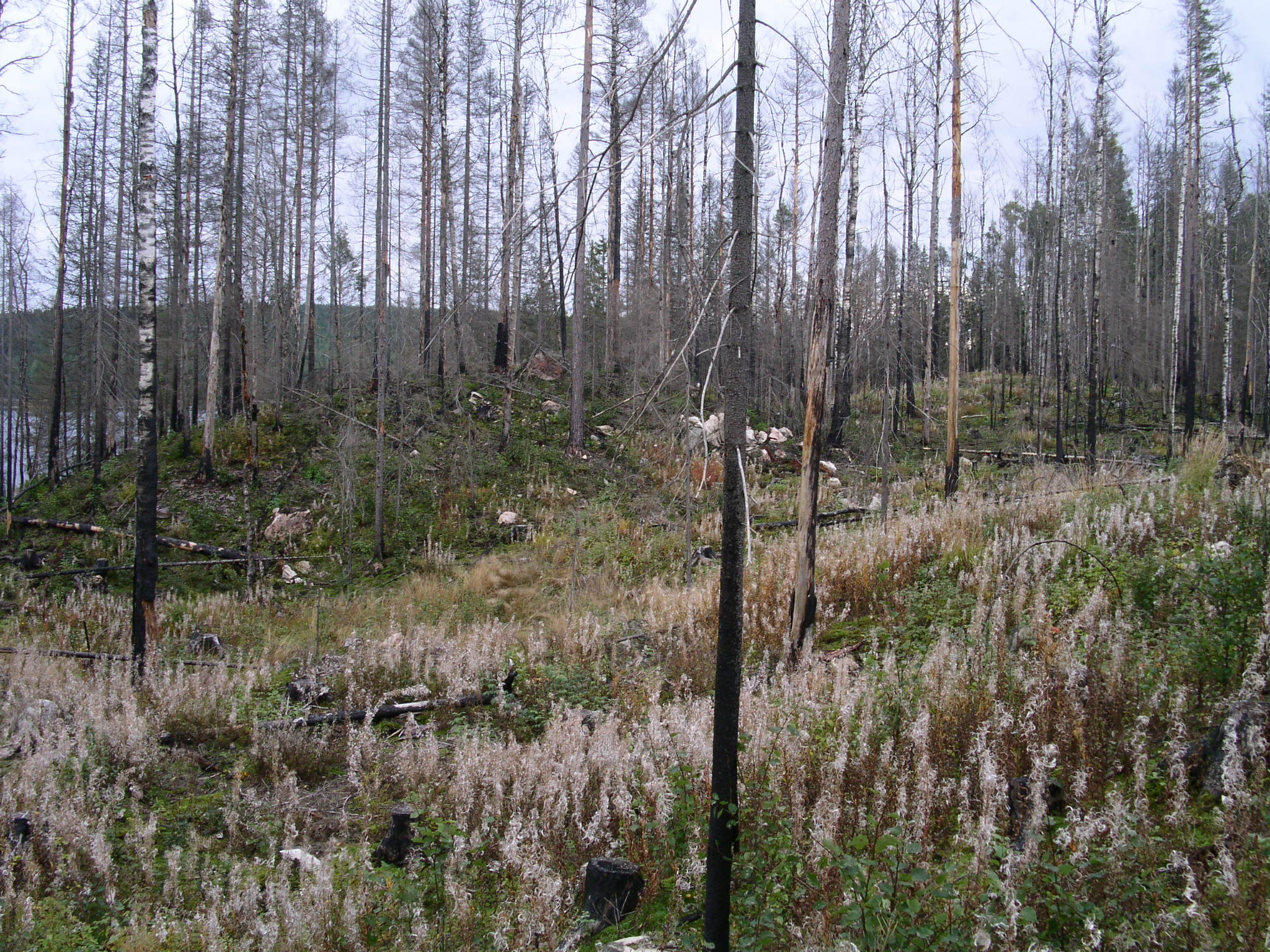
Barrskog nära Hörken med spår efter skogsbrand

Kommunen ligger längs med Arbogaåns övre vattensystem. Terrängen är typiskt kuperad bergslagsterräng, och kommunens högsta punkt är Älvhöjden i nordväst med en höjd av 431 m ö.h.
Ljusnarsbergs kommun har en berggrund som tillhör bergslagsregionen, huvudsakligen består denna av malmförande vulkaniska bergarter. Det förekommer även, särskilt i de östra delarna av kommunen, granit. Barrskogsbevuxen morän täcker huvuddelen av den uppspruckna berggrunden, i dalgångarna finns en del myrmarker. Högsta kustlinjen passerar genom kommunen. Delar av Malingsbo-Klotens naturvårdsområde finns i kommunens östra del. Detta är ett kuperat obrutet skogsområde med en mängd sjöar och tjärnar. I Nittälvens dalgång finns större sedimentavsättningar, vilka huvudsakligen är isälvssediment. I dalgången finns även Brattforsen som är ett vildmarksområde. Där finns bland annat Nittälvens brantaste fors och ett vackert meanderfält.

### Administrativ indelning
Kommunen indelas för befolkningsrapportering före 2016 i Ljusnarsbergs församling. Från 2016 indelas kommunen i ett enda distrikt, Ljusnarsbergs distrikt:

### Tätorter
Vid Statistiska centralbyråns tätortsavgränsning den 31 december 2015 fanns det två tätorter i Ljusnarsbergs kommun. 
| Nr | Tätort     | Folkmängd |
| -- | ---------- | --------- |
| 1  | Kopparberg | 3 065     |
| 2  | Ställdalen | 481       |

Centralorten är i fet stil.

## Styre och politik

### Styre
Mandatperioden 2010–2014 styrdes kommunen av de rödgröna som samlade 18 av 31 mandat i kommunfullmäktige. Samma koalition behöll en knapp majoritet även efter valet 2014. Efter valet 2018 inkluderades även Liberalerna i den styrande koalitionen. Man konstaterade då att "Kommunens kassa står rustad för framtidens investeringar, men det kommer krävas tydliga prioriteringar för att kärnverksamheten ska fortsatt kunna värnas".
Mandatperioden 2022–2026 styrs kommunen av Socialdemokraterna och Vänsterpartiet.

### Kommunfullmäktige

#### Presidium
| Presidium 2022–2026    | Presidium 2022–2026 | Presidium 2022–2026 |
| ---------------------- | ------------------- | ------------------- |
| Ordförande             | S                   | Kjell Eriksson      |
| Förste vice ordförande | S                   | Veronica Andersson  |
| Andre vice ordförande  | M                   | Jörgen Hart         |

#### Mandatfördelning 1970–2022
| 3 | 21 | 6 | 3 |  |  |

| 29 | 6 |

| 3 | 20 | 7 | 2 |  | 2 |

| 28 | 7 |

| 3 | 20 | 8 | 2 | 2 |

| 25 | 10 |

| 4 | 20 | 7 |  | 3 |

| 22 | 13 |

| 3 | 18 | 9 | 2 |  |  |  |

| 24 | 11 |

| 3 | 16 | 9 | 2 | 2 |  | 2 |

| 26 | 9 |

| 3 | 17 |  | 8 | 2 | 2 | 2 |

| 24 | 11 |

| 3 | 13 | 11 | 3 | 2 |  | 2 |

| 21 | 14 |

| 6 | 18 | 6 | 3 |  |  |

| 19 | 16 |

| 5 | 17 |  | 6 | 3 |  | 2 |

| 19 | 16 |

| 3 | 16 |  | 3 | 6 | 2 |

| 15 | 16 |

| 3 | 14 |  | 5 | 5 | 3 |

| 14 | 17 |

| 3 | 13 | 2 | 2 | 2 | 4 | 5 |

| 14 | 17 |

| 2 | 9 | 2 | 6 | 2 |  | 3 |

| 16 | 9 |

| 1 | 8 | 1 | 6 | 1 | 1 | 3 |

| 15 | 6 |

| 2 | 9 | 6 | 4 |

| 14 | 7 |

### Nämnder

#### Kommunstyrelse
Kommunstyrelsen i Ljusnarsbergs kommun består av 11 ordinarie ledamöter. Kommunstyrelsen har två utskott: det allmänna utskottet samt bildnings- och sociala utskottet, med fem ledamöter i varje utskott. Kommunstyrelsen i Ljusnarsbergs kommun ansvarar för vissa av kommunens verksamheter, såsom utbildning och social verksamhet, och fungerar även som krisledningsnämnd.
| Presidium 2022–2026    | Presidium 2022–2026 | Presidium 2022–2026 |
| ---------------------- | ------------------- | ------------------- |
| Ordförande             | S                   | Natalie Ström       |
| Förste vice ordförande | S                   | Peter Kotilainen    |
| Andre vice ordförande  | M                   | Daniel Johansson    |

#### Lista över kommunstyrelsens ordförande
- Ewa-Leena Johansson, Socialdemokraterna, 2002–31 december 2024[14][15]
- Natalie Ström, Socialdemokraterna, 1 januari 2025–[15]

Denna lista hämtas från Wikidata. Informationen kan ändras där.

#### Övriga nämnder
Kommunen ligger i Bergslagen och samarbetar med intilliggande kommuner i KNÖL-gruppen (Kommuner i Norra Örebro län): Lindesberg, Nora och Hällefors. Därigenom har man etablerat ett tekniskt samarbete om gator, vägar, sophantering och fritidssektorn. Detta genom de gemensamma nämnderna Tekniska nämnden, Bygg- och miljönämnden samt Överförmyndarnämnden. Dessutom har ett etablerat samarbete förekommit med Ludvika kommun, bland annat inom sophantering och Räddningstjänst (Räddningstjänsten Västerbergslagen). Samarbetet inom räddningstjänst avslutades den 1 januari 2018 när Ljusnarsbergs kommun anslöt sig till Nerikes brandkår. Förutom de gemensamma nämnderna finns även en egen valnämnd.

## Ekonomi och infrastruktur

### Näringsliv
I Ljusnarsberg var bergsbruket stort långt in på 1900-talet. I Mossgruvan, som ligger nära Högfors, bröt SKF järn fram till 1972. Ställbergsgruvan, som för övrigt länge var en av Sveriges djupaste, lades ned 1977. Den sista järnmalmsgruvan låg i Basttjärn och lades ned 1978. Den största privata arbetsgivaren i kommunen kom länge att vara järnverket i Bångbro som även det ägdes av SKF. Senare såldes det till Uddeholmskoncernen, som helt avvecklade verksamheten 1987. Numera är Ahlstrom Ställdalen AB (fibertygsprodukter) i Ställdalen Ljusnarsbergs kommuns största företag.
Bland andra större företag märks Kopparbergs Bryggeri AB med över 120 anställda i kommunen (Kopparbergs största arbetsgivare näst efter kommunen). Kommunens näringsliv domineras annars av småföretag. De många industrinedläggningarna har bidragit till att antal invånare i kommunen har minskat sedan 1970-talet.

### Infrastruktur

#### Transporter
Kommunen genomkorsas av riksväg 50, riksväg 63 samt järnvägarna Frövi–Ludvika och Ställdalen-Kil.

## Befolkning

### Befolkningsutveckling
| Befolkningsutvecklingen i Ljusnarsbergs kommun 1970–2020                                                        | Befolkningsutvecklingen i Ljusnarsbergs kommun 1970–2020 | Befolkningsutvecklingen i Ljusnarsbergs kommun 1970–2020 | Befolkningsutvecklingen i Ljusnarsbergs kommun 1970–2020 | Befolkningsutvecklingen i Ljusnarsbergs kommun 1970–2020 |
| --- | -------------------------------------------------------- | -------------------------------------------------------- | -------------------------------------------------------- | -------------------------------------------------------- |
| |                                                          |                                                          |                                                          |                                                          |
| År |                                                          |                                                          | Folkmängd                                                |                                                          |
| 1970 | 1970                                                     |                                                          | 7 433                                                    |                                                          |
| 1975 | 1975                                                     |                                                          | 7 209                                                    |                                                          |
| 1980 | 1980                                                     |                                                          | 7 006                                                    |                                                          |
| 1985 | 1985                                                     |                                                          | 6 644                                                    |                                                          |
| 1990 | 1990                                                     |                                                          | 6 488                                                    |                                                          |
| 1995 | 1995                                                     |                                                          | 6 261                                                    |                                                          |
| 2000 | 2000                                                     |                                                          | 5 651                                                    |                                                          |
| 2005 | 2005                                                     |                                                          | 5 317                                                    |                                                          |
| 2010 | 2010                                                     |                                                          | 4 931                                                    |                                                          |
| 2015 | 2015                                                     |                                                          | 4 928                                                    |                                                          |
| 2020 | 2020                                                     |                                                          | 4 674                                                    |                                                          |
| Anm: Uppgifterna avser förhållandena den 31 december enligt den kommunala indelningen den 1 januari året efter. |                                                          |                                                          |                                                          |                                                          |

## Kultur

### Kulturarv

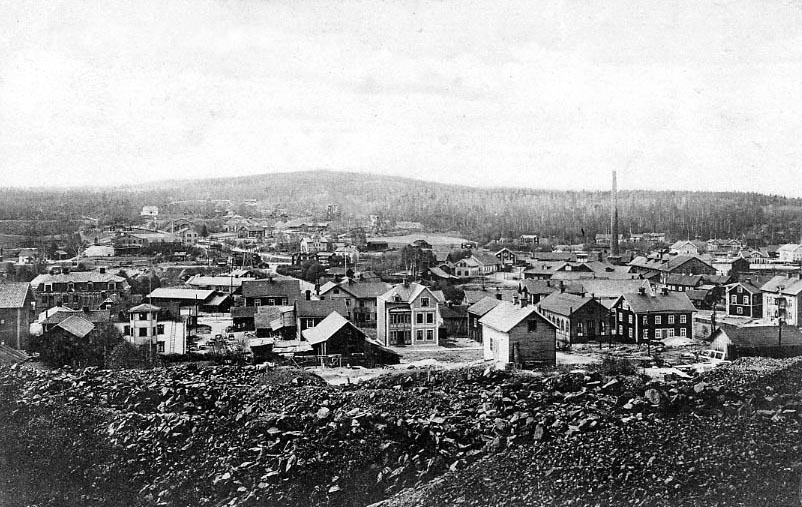
Kopparbergs köping i början av 1900-talet.

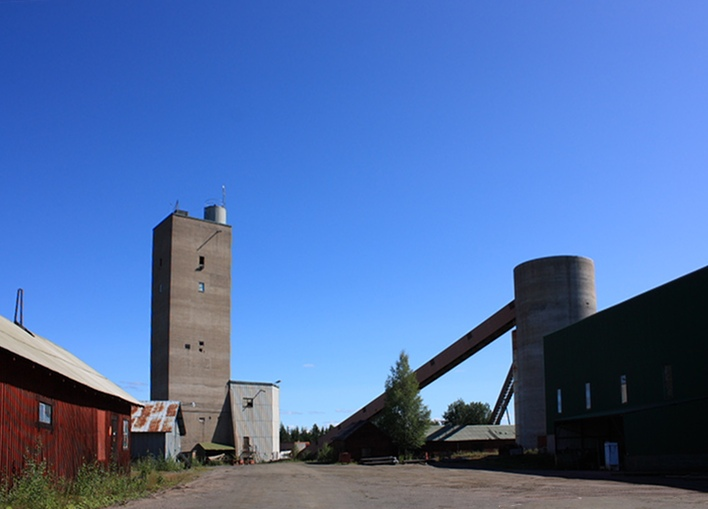
Yxsjö gruvor, nedlagda sedan 1989

Ett tiotal stenåldersboplatser är kända i kommunen. Ortnamnet (1641 Liusnars kopparberg) betyder '(koppar)bergslaget vid sjön Ljusnaren'. Sjönamnet är i sin tur bildat till fornsvenskans. *licsn 'lysande', 'ljusning' e.d. Detta syftade sannolikt på vattnets färg. Innan platsen började kallas Ljusnarsberg, kallades det för Lindesås finnmark.
Den nuvarande orten har sitt ursprung i verksamheten som följde av den kopparfyndighet som Mårten Finne från Löa fann där år 1624. På initiativ av arrendatorn av Nora och Linde bergslager, Louis De Geer d.ä. uppfördes första kopparhyttan samma årtionde. Under de närmaste åren anlades flera hyttor av finnar, Finnhyttan, av De Geer själv, och personer från Stora Kopparberget, dock inte av Mårten Finne som strax efter sin upptäckt blev blind. Bergsverket kallades 1638 Finnmarks kopparbruk i ett regeringsbrev, och då hade tillverkningen redan kommit igång.
En egen kyrka byggdes 1635 och försågs med torn 1661. 1640 fick orten en egen tingsplats, och samma år fick det ett eget sigill, Ljusnarsbergs kopparbergs signet. Socknen tillhörde de som tidigt hade finsktalande präster och bildade ett eget härad - Ljusnarsbergs härad 1855 namnändrat till Nya Kopparbergs bergslag. Bergsbruket i Ljusnarsberg blev ett eget bergslag med Harald Olofsson från Falun som dess förste bergmästare, som gett namn åt Haraldstorp och Haraldsgruvan. Bergsprivilegiet utfärdades 17 maj 1641 som gav bergsmännen samma privilegier som Stora Kopparberget hade. Av privilegiet framgår att området tillhörde både Lindesbergs och Ramsbergs socken. Gruvandelar ägdes av Björkaren, Ljusnaren och Saleboda (tillhörande Lindesås socken) samt Viken och Rällaren (tillhörande Ramsbergs socken), vilka år 1641 fick bergsfrälse.
Från början var kopparutvinningen huvudsaken, först på 1830-talet blev Ljusnarsberg järnbergslag. Bland gruvorna märks Svartviks- och Ställbergsfälten, Yxsjö gruvor anlagda 1728, Finngruvan som anlades 1695, Bastgruvan och Mossgruvorna. Uddgruvan anlades under 1900-talet för brytning av Molybdenglans. Efterhand kom även en betydande bruksverksamhet att växa fram i Ljusnarsberg med stålverk, valsverk, hyttor, gjuterier och mekaniska verkstäder.
Länge kom bergsbruket att vara den främsta inkomstkällan. Minnet av Mårten Finnes gruvfyndigheter lever kvar i ett årligt sportevenemang - MårtenFinneloppet. Fortfarande under senare delen av 1900-talet fanns flera gruvor i kommunen, och utanför Kopparberg i Bångbro låg ett stort järnverk. Detta nedlades 1987.
Under 1960- och 70-talen började gruvorna läggas ned en efter en. I centrala Kopparberg nedlades den sista gruvan 1975. Den sista järnmalmsgruvan i kommunen lades ned 1978. I och med att brytningen av scheelit vid Yxsjö gruvor upphörde 1989 tog en månghundraårig industritradition slut där ett tiotal hyttruiner och hundratals gruvhål finns kvar.
I samband med riksdagsvalet 2002 folkomröstades det om kommunen skulle byta namn till Kopparbergs kommun eller behålla Ljusnarsbergs kommun. 68 % röstade för att behålla namnet Ljusnarsbergs kommun. Under riksdagsvalet 2014 var det dags igen. Denna gången röstade 64 % mot namnbyte. Parallellt med riksdagsvalet 2018 skedde efter ett folkinitiativ en folkomröstning huruvida nuvarande mindre idrottshall skulle rustas upp eller en ny stor skulle byggas. 66 % röstade för ny stor hall.
Bland sevärdheter kan Ljusnarsbergs kyrka, byggd 1631 och utbyggd ett flertal gånger under 1600-talet, och Hörkens träkyrka (byggd 1925) nämnas. Ljusnarsbergs kyrka utsågs i februari 2006 till Sveriges vackraste kyrka av tidningen Året Runt.
Tingshuset i Kopparberg uppfördes 1641 ursprungligen som gruvstuga för gruvfogden, men ombyggdes 1758 till tingshus. Efter en utbyggnad och renovering 1893 kom det att användas som tingshus. Inredningen från den tiden är välbevarad, och idag inrymmer byggnaden Kopparbergs Turistbyrå.
Ett antal bevarade bergsmansgårdar finns på olika platser i kommunen. Bland dessa märks framför allt Södra Finnfall, som ligger 10 km öster om Kopparberg, där vissa hus är från mitten av 1600-talet. Mitt i Kopparberg ligger bergsmästarbostället Stora gården, idag ett byggnadsminne.
Bland lämningar efter bergshanteringen märks bland annat Östra Borns hytta, öster om Ställdalen. Här har både järn, koppar och bly smälts under olika perioder. Hyttan nedlades 1870 men och den bevarade hyttruinen är en sevärdhet. Hembygdsmuseet har utanför Kopparberg byggt upp en ”gruvpark” med hjulhus, vändbrott, hästvandringspivå och rostgropar. Modernare gruvanläggningar i betong från 1920–50-talen kan skådas i Mossgruvan, Ställdalen, Ställberg och Yxsjöberg.
Finngården Rikkenstorp i kommunens norra del är ett besöksmål som minner om den omfattande finnbebyggelse som funnits i kommunen alltsedan 1600-talet. 
I Skäret ligger ett gammalt sågverk där sedan 2004 operafestivalen Opera på Skäret äger rum.

### Kommunvapen
Blasonering: I silver en stolpvis ställd blå ström, åtföljd på var sida av ett kopparmärke ovanför en låga, samtliga röda.
Bilden går tillbaka till Nya Kopparbergs bergslags sigill från 1640. Det har förts både av Ljusnarsbergs landskommun och Kopparbergs köping (med en bård). Det registrerades för den nuvarande kommunen 1981.

Kopparbergs köping (1951–61)
Ljusnarsbergs landskommun (1951–61) Ljusnarsbergs köping (1962–70)